# Lill-Vallsjön, Dalarna
Lill-Vallsjön är en sjö i Mora kommun och Älvdalens kommun i Dalarna och ingår i Dalälvens huvudavrinningsområde. Sjön har en area på 0,125 kvadratkilometer och ligger 348 meter över havet. Sjön avvattnas av vattendraget Indån.

## Delavrinningsområde
Lill-Vallsjön ingår i det delavrinningsområde (678650-141526) som SMHI kallar för Namn saknas. Medelhöjden är 377 meter över havet och ytan är 11,77 kvadratkilometer. Det finns inga avrinningsområden uppströms utan avrinningsområdet är högsta punkten. Indån som avvattnar avrinningsområdet har biflödesordning 4, vilket innebär att vattnet flödar genom totalt 4 vattendrag innan det når havet efter 346 kilometer. Avrinningsområdet består mestadels av skog (69 procent) och sankmarker (25 procent). Avrinningsområdet har 0,12 kvadratkilometer vattenytor vilket ger det en sjöprocent på 1,1 procent.